# Legionella fallonii
Legionella fallonii (лат.) — грамотрицательная, каталаза-положительная, слабо оксидаза-положительная бактерия из рода легионелл, которая была выделена из корабельной системы кондиционирования воздуха. Может расти на буферном угольно-дрожжевом агаре, требует цистеин для роста.